# 橋下町 (名古屋市)
橋下町（はししたちょう）は、愛知県名古屋市中村区の地名。丁目の設定はない。住居表示実施。

## 地理
名古屋市中村区北部に位置する。南西から北西は日比津町に接する。

## 歴史

### 地名の由来
日比津町の字橋下および橋下西による。

### 沿革
- 1947年（昭和22年）5月20日 - 中村区日比津町字砂田・字茶之木・字寺裏・字橋下・字矩子屋敷・字橋下西・字上諏訪野・字西諏訪野・字外諏訪野の各一部により、同区橋下町として成立[1]。
- 1964年（昭和39年）1月10日 - 菊水町1丁目の一部が編入される[9]。また、一部が新富町5丁目に編入される[9]。
- 1980年（昭和55年）7月20日 - 菊水町1丁目および2丁目の各一部が編入される[10]。また、一部が菊水町1丁目に編入される[10]。

## 世帯数と人口
2019年（平成31年）2月1日現在の世帯数と人口は以下の通りである。
| 町丁   | 世帯数  | 人口  |
| ------ | ------- | ----- |
| 橋下町 | 213世帯 | 508人 |

### 人口の変遷
国勢調査による人口の推移
| 1950年（昭和25年） | 0人   | [ 11 ] |  |
| 1955年（昭和30年） | 0人   | [ 11 ] |  |
| 1960年（昭和35年） | 0人   | [ 12 ] |  |
| 1965年（昭和40年） | 5人   | [ 12 ] |  |
| 1970年（昭和45年） | 9人   | [ 13 ] |  |
| 1975年（昭和50年） | 10人  | [ 13 ] |  |
| 1980年（昭和55年） | 27人  | [ 14 ] |  |
| 1985年（昭和60年） | 43人  | [ 14 ] |  |
| 1990年（平成2年）  | 101人 | [ 15 ] |  |
| 1995年（平成7年）  | 210人 | [ 16 ] |  |
| 2000年（平成12年） | 363人 | [ 17 ] |  |
| 2005年（平成17年） | 381人 | [ 18 ] |  |
| 2010年（平成22年） | 436人 | [ 19 ] |  |
| 2015年（平成27年） | 506人 | [ 20 ] |  |

## 学区
市立小・中学校に通う場合、学校等は以下の通りとなる。また、公立高等学校に通う場合の学区は以下の通りとなる。
| 番・番地等 | 小学校               | 中学校                 | 高等学校 |
| ---------- | -------------------- | ---------------------- | -------- |
| 全域       | 名古屋市立諏訪小学校 | 名古屋市立日比津中学校 | 尾張学区 |

## 施設
- 日比津電車基地（新幹線総局大阪第一運転所名古屋支所）

## その他

### 日本郵便
- 郵便番号 : 453-0069[4]（集配局：中村郵便局[23]）。